# 長沢工
長沢 工（ながさわ こう、1932年7月24日 - 2019年10月28日）は、日本の天文学者。日本における流星天文学の事実上の基礎を築いた重要人物の一人である。

## 履歴・業績
1932年（昭和7年）栃木県那須の旧家を実家とする地権者の子として生まれる（出生地は東京府北豊島郡練馬町、現・東京都練馬区）。
栃木県立那須農業高校定時制を卒業。
東京大学理学部物理学科天文学課程（現・東大理学部天文学科）を卒業。在学中、広瀬秀雄の天体力学に出会い、卒業後も内容を完全に理解するまで、復習を止めなかったとの話である。
大学院時代に流星に関する論文を初めて執筆した。理学博士の学位取得後、東京大学地震研究所に勤務しながら流星を研究し、特に流星の軌道計算法の研究・改良を生涯続けた（彼のこの研究によって、流星の軌道要素決定の理論に関する理解が非常に進んだ）。また流星観測用カメラを自作し、流星の継続的観測も行った。
1965年11月、しし座流星群の大出現に遭遇。当時は流星群大出現の予想は出されていなかったが、彼個人は観測体制をとり、彼の観測によって流星の実態の研究が更に前進した。
1978年、東京大学理学博士。論文の題は「Analysis of the spectra of Leonid meteors(しし座流星群の流星スペクトルの解析) 」。 
東京大学地震研究所を定年退官した後、1993年から2002年まで、国立天文台広報普及室（当時）の教務補佐員として、一般の人々からの天文台への問い合わせの対応などを行なった。
2001年11月18日には再びしし座流星群の大出現が見られたが、彼自身は「天王星の摂動でしし座流星群は流星雨にならない」と予想していた外国論文（WW論文）を読んでいたため、結論が様々だったダストトレイル予想全体に対し不信を持ち、観測の熱意をなくした。しし座流星群の流星物質が、まだ母天体に存在するときは、母天体の軌道で運動しており、その軌道要素は、流星の観測から求めようとしても誤差があるというWW論文の間違いに、彼は気付いていなかった。

## エピソード
- 長沢はもともと体は屈強だったようで、若い頃一度南極地域観測隊の隊員（第9次夏隊、1967年 - 1968年）[3]を経験した事がある。ほうおう座流星群の突発的出現を南極で調べることを個人的な目標としていたと言われている。
- 1996年1月7日につくば隕石が落下したとき、長沢はちょうど東京の代々木で行なわれていた流星観測者の会議に出席し、大火球のビデオを見るため、暗幕を引いた部屋の窓に近い席にいた。隕石の落下による大きな音を部屋にいた何人かは聞いていたが、隕石の落下音ではなくスポーツの練習と勘違いしたため、隕石の落下を目撃・観測することはできなかった。

## 著書
- 『流星に向かう』（地人書館　目で見る天文ブックス　1972年）
- 『流星の観測と研究・流星の正体をさぐる』（地人書館　天文と気象別冊　1972年）
- 『太陽系の構造と起源・彗星・流星の力学と組成』（恒星社厚生閣　現代天文学講座　1979年）
- 『天体の位置計算』（地人書館　1981年）
- 『天体力学入門（上・下）』（地人書館　1983年）
- 『流星 I・II』（恒星社厚生閣　アストラルシリーズ　1984年）
- 『ぼくらの天文・気象・地球』（岩崎書店　1986年）
- 『地球はどううごくか』（岩崎書店　1986年）
- 『パソコンで見る天体の動き』（地人書館　1992年）
- 『流星と流星群―流星とは何がどうして光るのか』（地人書館　1997年）
- 『天文台の電話番』（地人書館　2001年）
- 『宇宙の基礎教室』（地人書館　2001年）
- 『はい、こちら国立天文台―星空の電話相談室―』（新潮社　2005年）